# Praça de Espanha (Lisboa)
Praça de Espanha (designada por Praça Espanha até 1979) é uma praça existente em Lisboa, e que é abrangida pelas freguesias de Campolide, Avenidas Novas e São Domingos de Benfica.
Junto à Praça de Espanha encontra-se a Fundação Calouste Gulbenkian, um importante centro de cultura da capital portuguesa, assim como o Palácio de Palhavã, residência do embaixador de Espanha.
Em plena praça foi reconstruído em 1998 o Arco de São Bento, arco antigamente integrado na Galeria da Esperança do Aqueduto das Águas Livres e que havia sido desmontado do local de origem na rua de São Bento.
A praça é servida pela estação de metro da Praça de Espanha, e partem autocarros para diversos destinos na margem sul do Tejo.

## Parque Gonçalo Ribeiro Telles
Em 2025, o Parque Urbano Gonçalo Ribeiro Telles foi distinguido com o Prémio Nacional de Reabilitação Urbana na categoria de Melhor intervenção Cidade de Lisboa. Esta distinção reconhece o impacto estruturante do parque na cidade de Lisboa, nomeadamente na zona da Praça de Espanha, onde se localiza. A intervenção foi promovida pela Câmara Municipal de Lisboa e pela Lisboa Ocidental SRU – Sociedade de Reabilitação Urbana E.M., contando com o projeto dos gabinetes NPK – Arquitectos Paisagistas Associados e RUA – Arquitectos. A execução da obra ficou a cargo das empresas Luís Frazão – Construção Civil e Obras Públicas e Vibeiras – Sociedade Comercial de Plantas.